# Кузьмін Федір Борисович
Федір Борисович Кузьмін (1932—1977) — старший лейтенант Радянської Армии, учасник придушення Угорської революції 1956 року, Герой Радянського Союзу (1956).

## Біографія
Федір Кузьмін народився 4 травня 1932 року у селі Головиці (нині — Духовщинський район Смоленської области). У роки Великої Вітчизняної війни пережив окупацію у Ярцевському районі. У 1951 році Кузьмін закінчив десять класів школи. У тому ж році він був призваний на службу у Радянську Армію. У 1954 році Кузьмін закінчив Хмельницьке танкове училище.
Брав активну участь у придушенні Угорської революції 1956 року, будучи командиром танкового взводу 104-го гвардійського механізованого полку 33-ї гвардійської механізованої дивізії Окремої механізованої армії. Неодноразово відзначався у тих боях.
Указом Президії Верховної Ради СРСР від 18 грудня 1956 року за «мужність та героїзм, проявлені при виконанні військового обов'язку» гвардії лейтенант Федір Кузьмін був удостоєний високого звання Героя Радянського Союзу з врученням ордена Ленина та медалі «Золота Зірка» за номером 10841.
У 1961 році у званні старшого лейтенанта Кузьмін був звільнений у запас. Проживав та працював у Сімферополі. Помер 3 лютого 1977 року, похований у Сімферополі.
Також був нагороджений рядом медалей.